# アーンゼン
アーンゼン (ドイツ語: Ahnsen) は、ドイツ連邦共和国ニーダーザクセン州シャウムブルク郡のザムトゲマインデ・アイルゼンに属す町村（以下、本項では便宜上「町」と記述する）である。

## 地理
この町はミンデンとハーメルンとの間にあるヴェーザーベルクラント・シャウムブルク＝ハーメルン自然公園の辺縁部に位置する。

## 行政

### 議会
この町の議会は11議席からなる。

## 経済と社会資本

### 交通
- 最寄りのアウトバーンのインターチェンジは連邦アウトバーンA2号 ハノーファー - ドルトムント線のバート・アイルゼン・インターチェンジであり、約6km離れている。
- 町の北と南を連邦道B83号線とB65号線がそれぞれ走っており、アーンゼンを道路網に結んでいる。
- 1966年までは、バート・アイルゼンからビュッケブルクに至るバート・アイゼルナー軽便鉄道が走っており、アーンゼンに駅があった。

## 引用
1. ↑  Landesamt für Statistik Niedersachsen, LSN-Online Regionaldatenbank, Tabelle A100001G: Fortschreibung des Bevölkerungsstandes, Stand 31. Dezember 2023